# Brachypremna appendigera
Brachypremna appendigera är en tvåvingeart som beskrevs av Alexander 1946. Brachypremna appendigera ingår i släktet Brachypremna och familjen storharkrankar. Inga underarter finns listade i Catalogue of Life.